# Krzesławice (województwo mazowieckie)
Krzesławice – wieś w Polsce położona w województwie mazowieckim, w powiecie przysuskim, w gminie Rusinów. Ma status sołectwa.
| SIMC    | Nazwa              | Rodzaj     |
| ------- | ------------------ | ---------- |
| 0635313 | Krzesławice-Okęcie | przysiółek |
| 0635282 | Piaski             | część wsi  |
| 0635299 | Pod Choinką        | część wsi  |
| 0635307 | Pod Karczówką      | część wsi  |

Wierni kościoła rzymskokatolickiego należą do parafii Nawiedzenia Najświętszej Maryi Panny w Smogorzowie.

## Historia
Prywatna wieś szlachecka, położona była w drugiej połowie XVI wieku w powiecie radomskim województwa sandomierskiego.
Nazwa „Creslauicze” została wymieniona, wśród 28 miejscowości, w akcie Bolesława Wstydliwego z 1256 roku. Według – cytowanego przy opisie Rusinowa – aktu notarialnego z 25 stycznia 1354 roku, Krzesławice, zwane Wolą, a według innych źródeł Wolą Krzesławską, a więc pochodzącą od imienia Krzsław, przypadały braciom Duninom Mieczysławowi i Włodzimierzowi ze Smogorzowa. Krzesławice należały do majątku dziedziców Smogorzowa do połowy XIX wieku. Ze źródeł wynika, że w tym okresie na terenie Krzesławic znajdował się młyn, wiatrak i kuźnia. W końcu XIX wieku była to wieś, w której znajdowały się: 34 domy, 249 mieszkańców, 545 mórg ziemi uprawnej. Należała ona do parafii Smogorzów w gminie Goździków. W 1927 roku powstała we wsi straż pożarna. W 1975 roku, pozostając w tejże parafii, przeszła – wraz z sąsiednią Karczówką – do gminy Rusinów. W 1990 roku w Krzesławicach było 84 domy i tyle też gospodarstw oraz 375 mieszkańców.
W latach 1975–1998 miejscowość administracyjnie należała do województwa radomskiego.